# پیز آلبریس
پیز آلبریس (به لاتین: Piz Albris) یک کوه در سوئیس است که در کانتون گراوبوندن واقع شده‌است. پیز آلبریس ۳٬۱۶۶ متر بالاتر از سطح دریا واقع شده‌است.